# Будинок командувача військ Київського військового округу
Буди́нок кома́ндувача військ Ки́ївського військо́вого о́кругу — пам'ятка архітектури у Печерському районі міста Києва, розташована на вулиці Михайла Грушевського, 32 (стара адреса — вулиця Олександрівська, 3). Зведений у 1891 році у стилі неоренесансу, на замовлення генерала М. І. Драгомирова. Є цікавим зразком садибної забудови Липок кінця XIX — початку XX століть.
З 1992 року будинок займає посольство КНР в Україні.

## Історія
Наприкінці XIX століття ця ділянка на межі Липок і Печерська належала військово-інженерному відомству. У 1891 році тут архітектором В. Ніколаєвим було споруджено двоповерховий особняк для генерала від інфантерії М. І. Драгомирова, який з 1889 року обіймав посаду командувача військ Київського військового округу.
За спогадами помічника М. Драгомирова та його наступника, генерала В. О. Сухомлинова, автором проекту особняка була дружина Драгомирова, Софія Авраамівна Драгомирова. Також Сухомлинов дав досить детальний опис садиби: площа її становила сім десятин (7,7 га), більшу частину займав фруктовий сад, також окремо від особняка розташовувалися літня кухня, пральня, стайня, сараї, парники, оранжерея тощо. На першому поверсі особняка містилися вітальня, велика зала, їдальня, приймальня, кабінет і гардеробна кімната з ванною. Родина командувача мешкала на другому поверсі. Для зручності М. Драгомирова, якого було поранено в коліно на російсько-турецькій війні, існувала підйомна машина з першого на другий поверх.
У 1904 році посаду командувача військ Київського військового округу обійняв генерал від кавалерії Володимир Олександрович Сухомлинов. На той час М. Драгомиров, який мав труднощі із здоров'ям, вже переїхав до свого маєтку в м. Конотоп, де і помер у 1905 році. Особняк на Липках зайняв В. О. Сухомлинов. Він зробив вагому зміну в садибі: загатив яр із джерелами, який був на дальньому краю садиби, і створив досить глибокий ставок, де згодом постали купальня, пристань для двох човнів, будиночок для двох чорних лебедів, павільйон для трапез, фонтан, а сам ставок був зариблений коропами.
У грудні 1908 року В. Сухомлинов був призначений начальником Генерального штабу, а пізніше — військовим міністром, і переїхав до Санкт-Петербурга. На посаді командувача КВО його заступив генерал від артилерії Микола Іудович Іванов, який того ж 1908 року перебрався до особняка, де мешкав до початку Першої світової війни. У 1914–1916 роках М. І. Іванов командував військами Південно-західного фронту, після Лютневої революції був імператором призначений на посаду командувача Петроградського військового округу, після Жовтневого перевороту втік до Києва, а звідси на Дон, де очолив білогвардійську Особливу Південну армію, був розбитий у 1918 році і помер від тифу на початку 1919 року.
В особняку на Олександрівській з початком Першої світової війни було влаштовано військовий шпиталь на 75 ліжок, який обслуговувала французька військово-санітарна місія.
Після встановлення більшовицької влади, в особняку продовжували мешкати командувачі вже радянського Київського військового округу, поновленого у 1935 році (пізніше реформований у Київський особливий військовий округ):
- у 1935–1937 роках — командарм І рангу І. Й. Якір та його заступник, командарм II рангу І. Н. Дубовий (розстріляні відповідно у 1937 та 1938 роках)
- у 1937–1938 роках — командарм II рангу І. Ф. Федько (розстріляний у 1939 році)
- у 1938–1940 роках — командарм I рангу С. К. Тимошенко
- у 1940–1941 роках — генерал армії Г. К. Жуков
- у лютому-червні 1941 року — генерал-полковник М. П. Кирпонос (загинув при обороні Києва у 1941 році).

Протягом німецької окупації Києва у 1941–1943 роках в особняку розташовувався німецький клуб «Дойче хауз» (аналогічний клуб був у будівлі сучасної філармонії). У 1944 році, після звільнення Києва від нацистів, тут було влаштовано міський Палац піонерів та жовтенят, який був тут до 1965 року, коли на площі Слави було зведено сучасну будівлю Палацу. Пізніше в особняку розташовувалося Українське товариство дружби і культурних зв'язків із зарубіжними країнами.
Після Другої світової війни площа садиби становила близько 4 га. Вона значно зменшилася за рахунок спорудження будинків № 34 та № 34-А по вулиці Грушевського і пересування паркану Будинку офіцерів. У 1970-х роках ставок, викопаний В. Сухомлиновим, змілів і висох і на його місці споруджено стадіон «Арсенал». Проте навколо особняка росте значна кількість старих дерев — груш і каштанів, висаджених ще за часів М. Драгомирова.
З 1992 року особняк займає посольство Китайської Народної Республіки.

## Архітектура

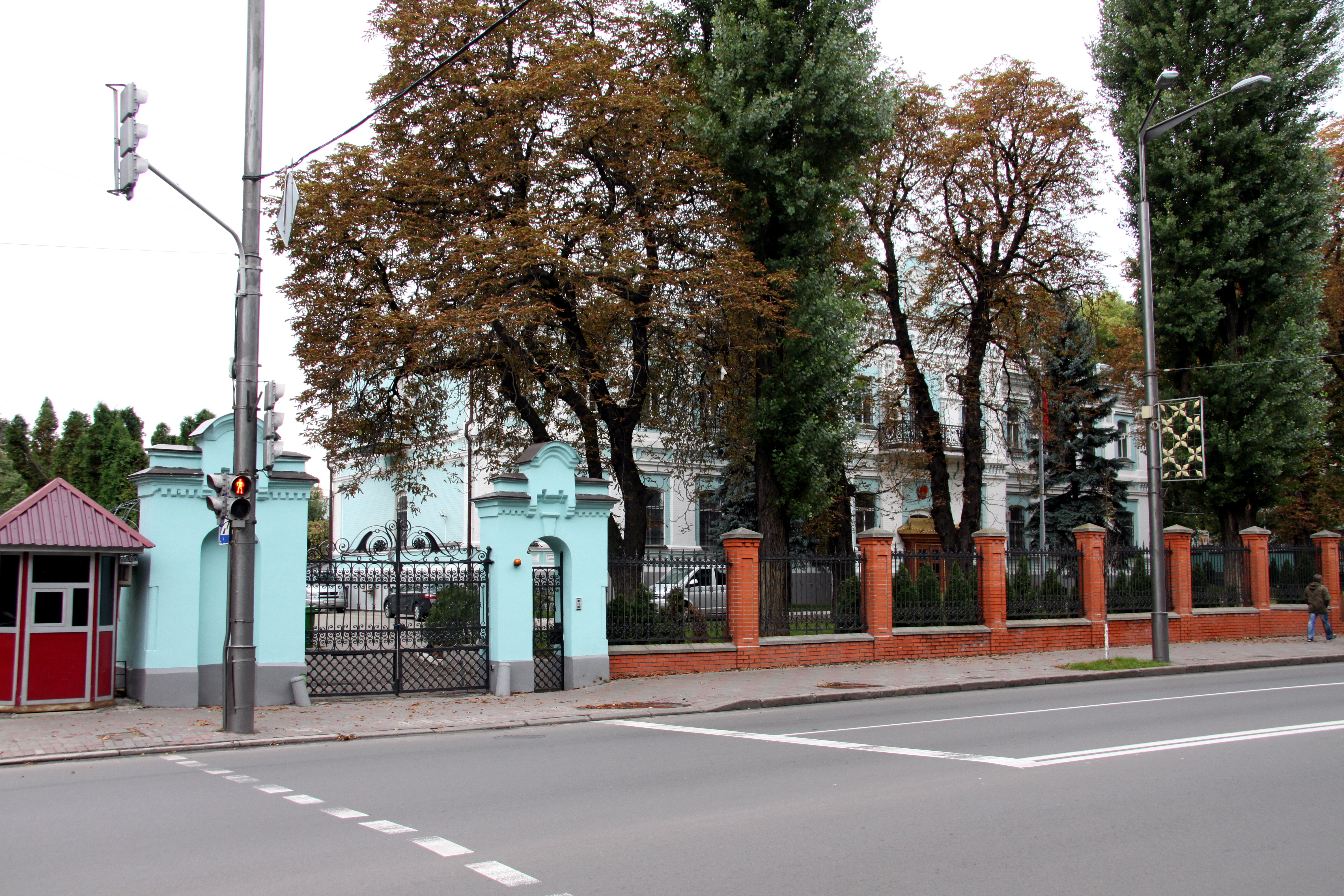
Один з бічних в'їздів

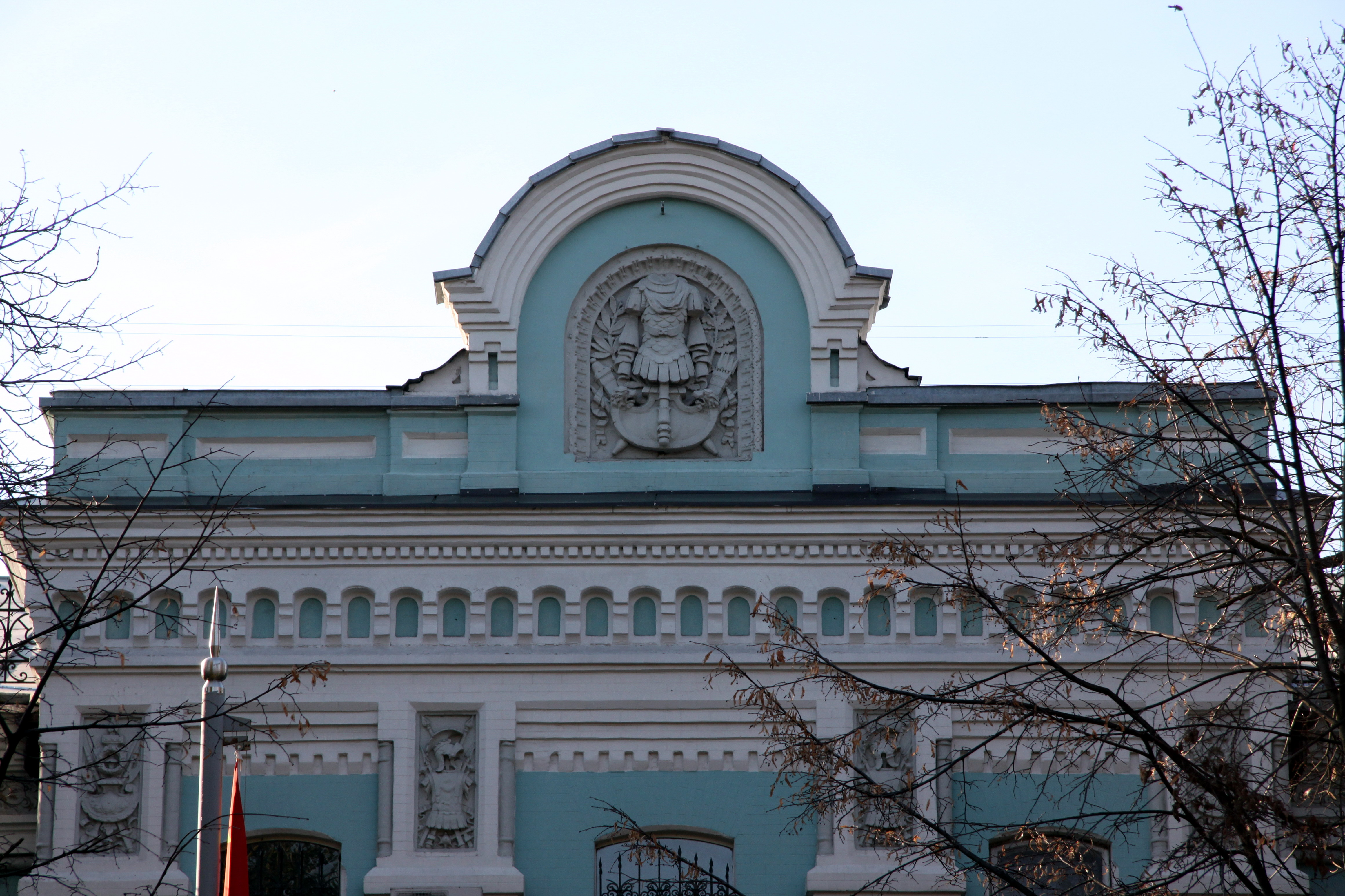
Ліпні прикраси чолового фасаду

Будинок розташований на віддалені від червоної лінії забудови, відокремлений від вулиці старовинною металевою огорожею, виготовленою із круглого сталевого прутка у вигляді ланок-прясел, навішаних на круглі сталеві стовпчики з навершями. Прясла мають два яруси нижній — суцільного навкісного плетіння, верхній — витягнутого плетіння з рядом вічок угорі. По кутах огорожі розташовані два парадні в'їзди з цегляними пілонами, збереглися первісні ковані ґратчасті стулки воріт та хвірток, гранітні обмежувальні тумби з карбованими торцями в проїздах. В'їзди ведуть до широкого курдонера, де ростуть каштани-ровесники особняка.
Сам особняк двоповерховий, з напівпідвалом, цегляний, тинькований, прямокутний у плані. По осях чолового і паркового фасадів розташовані декоровані ризаліти.
Чоловий фасад симетричний, орієнтований на вулицю Грушевського, його центром є ризаліт, в якому на першому поверсі розташований парадний вхід та два вікна обабіч, а на другому — балкон та три прямокутні вікна. Балкон має характерну київську ковану огорожу виконану в дусі арабеск (аналогічний балкон розміщено на боковому фасаді). Ризаліт чолового фасаду прикрашений аркатурним пояском, аттиком та ліпними вставками, виготовленими у дусі «трофеїв» — античних військових обладунків, вміщених у верхній частині пілястр та у центрі тика з напівкруглим завершенням. Також чоловий фасад прикрашають безордерні пілястри, міжповерхові тяги та карниз.
В крилах будівлі розташовано по п'ять вікон на обох поверхах. Дах будівлі чотирисхилий, огороджений металевими кованими ґратами на цегляних тумбах. Перекриття плоскі, у напівпідвалі та вестибюлі — склепінчасті.
Частково збереглося первісне оздоблення інтер'єрів, зокрема ліпні елементи. У вестибюлі збереглися старовинні колони-радіатори художнього чавунного литва.